# Katastrální úřad

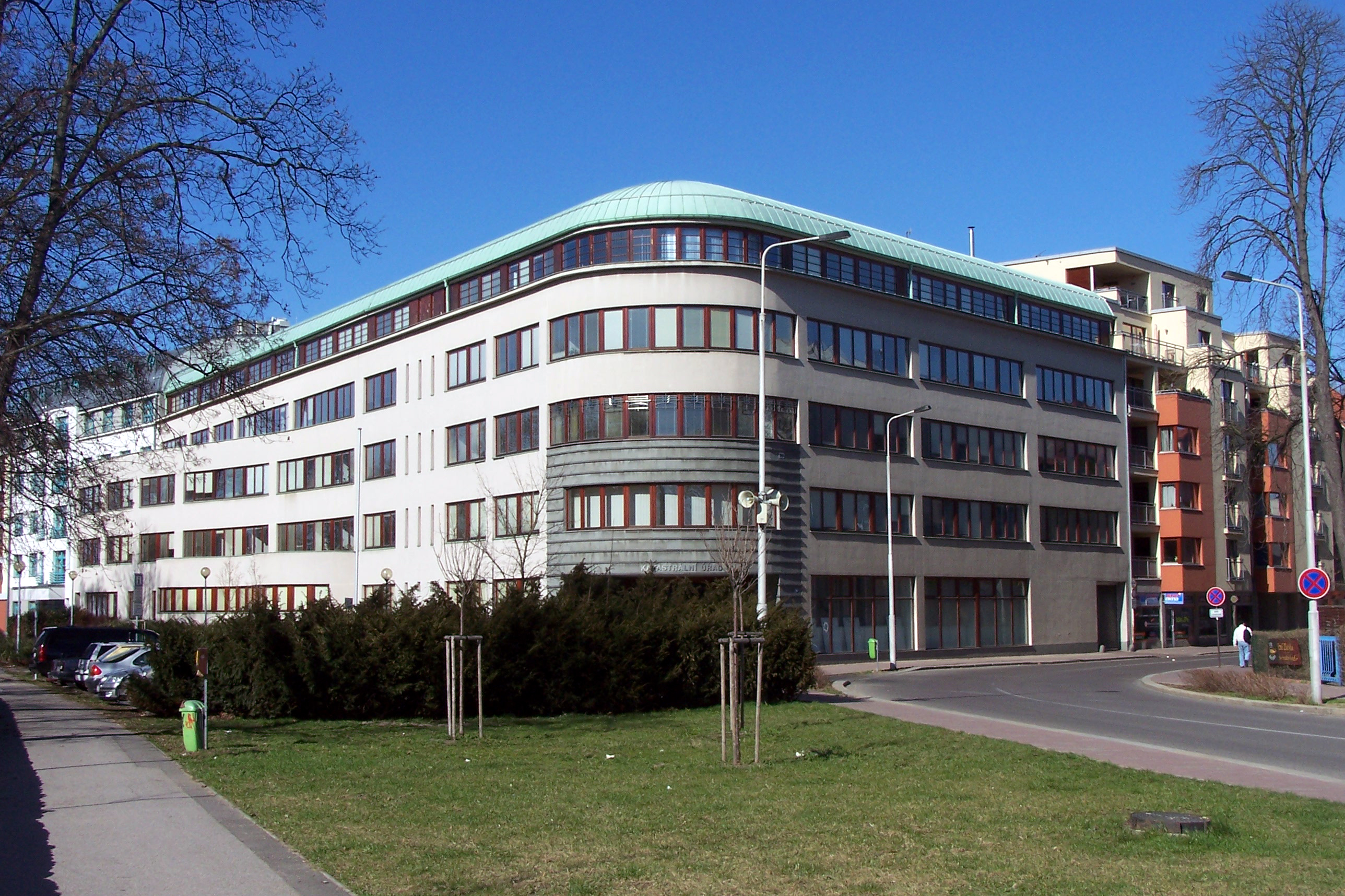
Katastrální úřad v Pardubicích

Katastrální úřad je správní úřad, který především vykonává státní správu katastru nemovitostí České republiky. Rozhoduje o vkladech a záznamech do něj, činí v něm poznámky, opravuje chyby apod. Dále např. spravuje základní státní mapová díla, schvaluje změny hranic katastrálních území nebo změny pomístního názvosloví. Řídí ho ředitel jmenovaný a odvolávaný předsedou Českého úřadu zeměměřického a katastrálního, který je katastrálnímu úřadu jako ústřední správní úřad nadřízen.
Působnost a organizace katastrálních úřadů je stanovena zákonem č. 359/1992 Sb., o zeměměřických a katastrálních orgánech, a při své činnosti se řídí zejména katastrálním zákonem č. 256/2013 Sb. a katastrální vyhláškou č. 357/2013 Sb.
Od roku 2004, kdy byly zrušeny katastrální úřady organizované podle jednotlivých okresů, je v každém kraji jen jeden katastrální úřad, který má ale několik katastrálních pracovišť, jakožto svých vnitřních organizačních jednotek.